# Terrorcselekmény
A terrorcselekmény a közbiztonság elleni bűncselekmény, amelyet Magyarországon a Büntető törvénykönyv határoz meg. A hatályos Btk. rendelkezései lényegében a korábban hatályos 1978. évi IV. törvény rendelkezéseinek megfelelően szabályozza a terrorcselekményt.

## Elkövetési magatartás
Személy elleni erőszakos, közveszélyt okozó vagy fegyverrel kapcsolatos bármely bűncselekmény célzatos elkövetése, az alább felsorolt bűncselekmények közül: 
- a) az emberölés [160. § (1)-(2) bekezdés], a testi sértés [164. § (2)-(6) és (8) bekezdés],

a foglalkozás körében elkövetett szándékos veszélyeztetés [165. § (3) bekezdés],
- b) az emberrablás [190. § (1)-(4) bekezdés], a személyi szabadság megsértése (194. §),
- c) a közlekedés biztonsága elleni bűncselekmény [232. § (1)-(2) bekezdés], a vasúti, légi vagy vízi közlekedés veszélyeztetése [233. § (1)-(2) bekezdés],
- d) a radioaktív anyaggal visszaélés [250. § (1)-(2) bekezdés],
- e) a hivatalos személy elleni erőszak [310. § (1)-(5) bekezdés], a közfeladatot ellátó személy elleni erőszak (311. §), a hivatalos személy vagy közfeladatot ellátó személy támogatója elleni erőszak (312. §), a nemzetközileg védett személy elleni erőszak [313. § (1) bekezdés],
- f) a jármű hatalomba kerítése [320. § (1)-(2) bekezdés], a közveszély okozása [322. § (1)-(3) bekezdés], a közérdekű üzem működésének megzavarása [323. § (1)-(3) bekezdés], a robbanóanyaggal vagy robbantószerrel visszaélés [324. § (1)-(2) bekezdés], a lőfegyverrel vagy lőszerrel visszaélés [325. § (1)-(3) bekezdés],
- g) a nemzetközi szerződés által tiltott fegyverrel visszaélés [326. § (1)-(5) bekezdés], a haditechnikai termékkel vagy szolgáltatással visszaélés [329. § (1)-(3) bekezdés], a kettős felhasználású termékkel visszaélés [330. § (1)-(2) bekezdés],
- h) a rablás [365. § (1)-(4) bekezdés] és a rongálás [371. § (1)-(6) bekezdés],
- i) az információs rendszer vagy adat megsértése [423. § (1)-(4) bekezdés].

## Célzat
A bűncselekmény célzatos, tehát csak akkor minősül terrorcselekménynek, ha az alábbi célzatok valamelyike fennáll: 
Aki abból a célból, hogy
- a) állami szervet, más államot vagy nemzetközi szervezetet arra kényszerítsen, hogy valamit tegyen, ne tegyen vagy eltűrjön,
- b) a lakosságot megfélemlítse,
- c) más állam alkotmányos, társadalmi vagy gazdasági rendjét megváltoztassa vagy megzavarja, illetve nemzetközi szervezet működését megzavarja. [1]

## Egyéb rendelkezések
Aki a 314. § (1) vagy (2) bekezdésében meghatározott bűntett elkövetésére felhív, ajánlkozik, vállalkozik, a közös elkövetésben megállapodik, vagy az elkövetés elősegítése céljából az ehhez szükséges vagy ezt könnyítő feltételeket biztosítja, bűntett miatt 2 évtől 8 évig terjedő szabadságvesztéssel büntetendő.
Aki az (1) bekezdésben meghatározott cselekményeket a 314. § (1) vagy (2) bekezdésében meghatározott bűntettnek terrorista csoportban történő elkövetése érdekében valósítja meg, 5 évtől 10 évig terjedő szabadságvesztéssel büntetendő.
Nem büntethető, aki az (1) vagy (2) bekezdésben meghatározott bűncselekményt, mielőtt az a hatóság tudomására jutott volna, a hatóságnak bejelenti, és az elkövetés körülményeit feltárja.

## A terrorcselekménnyel fenyegetés
Aki terrorcselekmény elkövetésével fenyeget, bűntett miatt két évtől nyolc évig terjedő szabadságvesztéssel büntetendő.

## A feljelentési kötelezettség elmulasztása
A hatályos Btk. önálló bűncselekményként határozza meg a terrorcselekménnyel kapcsolatos feljelentési kötelezettség elmulasztását. Ezek szerint: aki hitelt érdemlő tudomást szerez arról, hogy terrorcselekmény elkövetése készül, és erről a hatóságnak, mihelyt teheti, nem tesz feljelentést, bűntett miatt 3 évig terjedő szabadságvesztéssel büntetendő.

## Az 1978. évi IV. törvényben
Ezt a bűncselekményt a korábban hatályos 1978. évi IV. törvény 261. §-a szabályozta. 